# Млинниця
Млинниця — електронний пристрій для випікання млинців, галетів, коржів. Млинницю не треба плутати з пательнею, яка не є самостійним пристроєм.

## Класифікація
Сучасні електронні млинниці розрізняють за такими параметрами:
- за кількістю робочих поверхонь (від 1 до 6),
- за типом поверхні випікання,
- за потужністю.

## Виробники млинниць
- GAM
- SIRMAN
- FIMAR
- OZTI
- Hendi
- Roller Grill